# NGC 3557
NGC 3557 este o radiogalaxie situată în constelația Centaurul. A fost descoperită în 21 aprilie 1835 de către John Herschel. Se află la o distanță de 40,74 de megaparseci de Pământ.